# Tumapel (Dlanggu)
Tumapel is een bestuurslaag in het regentschap Mojokerto van de provincie Oost-Java, Indonesië. Tumapel telt 1786 inwoners (volkstelling 2010).